# كينت هافارد إريكسن
كينت هافارد إريكسن (بالنرويجية البوكمول: Kent Håvard Eriksen)‏ هو لاعب كرة قدم نرويجي، ولد في 29 مايو 1991 في Skarnes ‏ في النرويج. لعب مع Bournemouth F.C. ‏.

## وصلات خارجية
- كينت هافارد إريكسن على موقع اتحاد النرويج (النرويجية)
- كينت هافارد إريكسن على موقع قاعدة بيانات كرة القدم.إي يو (الإنجليزية)
- كينت هافارد إريكسن على موقع Soccerbase.com (لاعب) (الإنجليزية)
- كينت هافارد إريكسن على موقع Soccerway.com (الإنجليزية)